# Municipio de Honey Creek (condado de White)
El municipio de Honey Creek (en inglés: Honey Creek Township) es un municipio ubicado en el condado de White en el estado estadounidense de Indiana. En el año 2010 tenía una población de 1162 habitantes y una densidad poblacional de 10,59 personas por km².

## Geografía
El municipio de Honey Creek se encuentra ubicado en las coordenadas 40°46′31″N 86°52′24″O / 40.77528, -86.87333. Según la Oficina del Censo de los Estados Unidos, el municipio tiene una superficie total de 109.71 km², de la cual 109,69 km² corresponden a tierra firme y (0,02 %) 0,03 km² es agua.

## Demografía
Según el censo de 2010, había 1162 personas residiendo en el municipio de Honey Creek. La densidad de población era de 10,59 hab./km². De los 1162 habitantes, el municipio de Honey Creek estaba compuesto por el 94,41 % blancos, el 0,52 % eran afroamericanos, el 0,95 % eran amerindios, el 0,17 % eran asiáticos, el 2,93 % eran de otras razas y el 1,03 % eran de una mezcla de razas. Del total de la población el 5,25 % eran hispanos o latinos de cualquier raza.